# Modern Monetary Theory
Modern Monetary Theory (sv. modern penningteori) är en ekonomisk teori som utgår från chartalismen, teorin som beskriver procedurer och konsekvenser av användandet av regeringsskapade fiatpengar.
Enligt MMT injiceras pengar i det ekonomiska kretsloppet genom att regeringen spenderar pengarna. Genom beskattningen uppstår ett behov och därmed en efterfrågan på denna regeringsvaluta. Det långsiktiga beskattningskravet, tillsammans med allmänhetens tro och acceptans av valutan, gör att dess värde består. Eftersom regeringen kan trycka valfri mängd egen valuta menar MMT att mängden skatt i relation till regeringens konsumtion i verkligheten är ett policyredskap som reglerar inflation och arbetslöshet, och inte ett sätt att finansiera regeringen per se.

## Vertikala transaktioner
MMT betecknar transaktioner mellan den offentliga sektorn och den icke-statliga sektorn som en vertikal transaktion. Den offentliga sektorn anses innefatta statskassan och centralbanken, medan den icke-statliga sektorn omfattar privatpersoner och företag (inklusive det privata banksystemet) och den externa sektorn - det vill säga utländska köpare och säljare.
Under en och samma tidsperiod, kan regeringens budget vara antingen ett underskott eller överskott. Ett underskott uppstår när regeringen spenderar mer än den beskattar; och ett överskott uppstår när en regering beskattar mer än man spenderar. MMT säger att det är en fråga om bokföring. Statliga budgetunderskott lägger finansiella nettotillgångar till den privata sektorn. Detta beror på att ett budgetunderskott innebär att en regering har satt in mer pengar till privata bankkonton än det har tagit bort i skatt. Ett budgetöverskott innebär motsatsen: Totalt har regeringen tagit bort mer pengar från privata bankkonton via skatter än det har lagt tillbaka via utgifterna. 
Därför är budgetunderskott, per definition, likvärdigt med att lägga finansiella nettotillgångar till den privata sektorn; medan budgetöverskott tar bort finansiella tillgångar från den privata sektorn. Detta representeras av identiteten: 
(G - T) = (S - I) - NX 
där G är offentliga utgifter, T skatter, S är besparingar, I är investeringar och NX är nettoexporten. 
Det är viktigt att notera att denna identitet inte är unik för Modern penningteori; det är en bokförings-identitet som används i alla makroteorier.
Slutsatsen MMT drar av detta är att privat nettosparande är endast möjligt om regeringen driver ett budgetunderskott. MMT menar att ett budgetunderskott är ett nödvändigt inslag i en växande ekonomi som vill undvika deflation. MMT förespråkar bara budgetöverskott när ekonomin har alltför för hög samlad efterfrågan, och att det finns risk för inflation.  
MMT  stöder därför inte  uppfattningen, som vissa keynesianer gör, att budgetöverskotten alltid är nödvändigt under perioder med hög effektiv efterfrågan. Enligt den ram som anges ovan, tar budgetöverskott bort det privata nettosparandet. I en tid av hög effektiv efterfrågan kan detta leda till att både privatpersoner och institutioner blir beroende av kredit för finansiering av sitt konsumtionsmönster, vilket i förlängningen och i värsta fall kan leda till låneberoende och skulddeflation.
I motsats till många andra ekonomiska skolor, ser alltså MMT inget egenvärde i att ha ett budgetöverskott eller balansera en budget för dess egen skull. MMT menar att detta är en falsk föreställning som bygger på att man jämför en stat med ett privat hushåll eller ett företag. Men för en stat gäller helt andra regler än för ett privat hushåll eller ett företag, menar MMT, eftersom en stat aldrig behöver betala tillbaka sin skuld, vilket både hushåll och företag måste göra. 
Så länge en regering "lånar" pengar i sin egen valuta av sin egen centralbank och inte av en utländsk långivare, "lånar" man i praktiken pengar av sig själv, detta alltså givet att man har en egen suverän valuta och inte är beroende av utländska långivare. En stat som trycker sina egna pengar och bestämmer över dem kan därför aldrig gå i konkurs på grund av att man "lånat" för mycket i sin egen valuta, menar företrädarna för MMT. MMT påpekar dock att skuld som innehas i utländsk valuta är en finanspolitisk risk för regeringar, eftersom den skuldsatta staten inte kan skapa utländsk valuta, vilket i värsta fall kan leda till en växelkurskollaps.
Euroskuldkriserna i "PIIGS"-länderna som inleddes 2009 speglar denna risk, eftersom Grekland, Ireland, Spanien, Italien etc. har alla utgivna skulder i en kvasi- "utländsk valuta" - euro, som de inte kan skapa. 
Se bild här: Vertical and Horizontal components of the Money Supply CofFEE Education Newcastle University

## Horisontell Interaktion mellan regeringen och banksektorn
Modern penningteori ger en detaljerad beskrivande redogörelse för "operativa realiteter" av interaktioner mellan regeringen och centralbanken samt den kommersiella banksektorn. En suverän regering har normalt en kontant bokföring i centralbanken i landet. Från detta konto kan regeringen både spendera och ta emot skatter samt andra inflöden. På samma sätt har alla de kommersiella bankerna också ett konto i centralbanken. Detta tillåter bankerna att förvalta sina reserver (dvs mängden tillgängligt kortsiktiga pengar som en viss bank innehar). Så när regeringen spenderar debiterar den sin kassabokföring i centralbanken, och sätter in en stor del av dessa pengar i privata bankkonton (och därmed i det kommersiella banksystemet). Dessa pengar bidrar till de totala reserverna i den kommersiella banksektorn. Beskattning fungerar precis omvänt; privata bankkonton debiteras, och därmed faller reserverna i den kommersiella banksektorn.

## Kritik
Paul Krugman har tolkat MMT som en teori som går ut på att skulder inte spelar någon roll så länge som du har din egen valuta, vilket han menar är fel.
Robert P. Murphy har kritiserat MMT genom ett hypotetiskt exempel med Robinson Kruse i en värld utan penningsystem. I en sådan värld, menar han, är det möjligt för Kruse att spara genom att avstå från inkomst, och därför är MMT:s påstående att regeringsskuld är nödvändig för att individer skall kunna spara felaktigt. MMT-ekonomer menar dock att teorin endast avser att beskriva ekonomin i ett samhälle med ett penningsystem, och som använder sig av en regeringsskapad fiatvaluta och flytande växelkurs.